# يواكيم مونونجا
يواكيم (30 يونيو 1988 في بلجيكا - ) هو لاعب كرة قدم بلجيكي في مركز الهجوم. شارك مع منتخب بلجيكا تحت 18 سنة لكرة القدم ومنتخب بلجيكا تحت 21 سنة لكرة القدم ومنتخب جمهورية الكونغو الديمقراطية لكرة القدم. أما مع النوادي، فقد لعب مع بيرسخوت إيه سي وستاندارد لييج وغنتشلربيرليغي وكيه في ميخيلين ونادي مونز وRoyale Union Tubize-Braine ‏ ومكابي بتاح تكفا.

## وصلات خارجية
- يواكيم على موقع الاتحاد الأوربي (الإنجليزية)
- يواكيم على موقع الاتحاد البلجيكي (الإنجليزية)
- يواكيم على موقع اتحاد تركيا (لاعب) (الإنجليزية)
- يواكيم على موقع قاعدة بيانات كرة القدم.إي يو (الإنجليزية)
- يواكيم على موقع ليكيب (الفرنسية)
- يواكيم على موقع ناشيونال فوتبول تيمز (الإنجليزية)
- يواكيم على موقع Soccerbase.com (لاعب) (الإنجليزية)
- يواكيم على موقع Soccerway.com (الإنجليزية)
- يواكيم على موقع عالم كرة القدم.نت (الإنجليزية)